# Битва при Чаталджа (1912)
Битва при Чаталджа (болг. Битка при Чаталджа) — битва між болгарськими та турецькими військами з 17 по 19 листопада 1912 року в ході Першої Балканської війни.

## Передумови
Після розгрому в Східній Фракії, турецькі війська зайняли оборону уздовж Чаталджінської укріпленої лінії, в 45 км від Константинополя; в Чорному і Мармуровому морях з обох кінців лінії знаходилися турецькі судна. Взяття Чаталджі дозволило б болгарським військам вийти до Константинополя і змусити Османську імперію капітулювати. Чисельність противників була однакова: 125 000 чоловік з кожної сторони.

## Хід битви

Битва розпочалося 17 листопада з артилерійської підготовки і наступу болгарських військ. До 9 години ранку три болгарські дивізії увійшли в кілька прифронтових сіл, але опівдні до берега підійшли турецькі монітори і вогнем підтримали сухопутні війська. Увечері болгарській армії вдалося трохи просунутися вперед, зайнявши кілька редутів противника. У ніч на 18 листопада турецькі війська контратакували, відкинувши болгар на вихідні позиції. Рівна кількість сил у протиборчих сторін, втома болгарської і деморалізованість турецької армій змусили сторони припинити військові дії і почати мирні переговори в Лондоні. Переговори були зірвані в початку 1913 року турецькою стороною, через що війна відновилася.